# Lincoln Davis
Lincoln Davis (ur. 13 września 1943) – amerykański polityk, członek Partii Demokratycznej.
W latach 2003–2011 przez cztery kolejne dwuletnie kadencje Kongresu Stanów Zjednoczonych był przedstawicielem czwartego okręgu wyborczego w stanie Tennessee do Izby Reprezentantów Stanów Zjednoczonych.